# Bishama Katak
Bishama Katak (o Bishama Katek, Bissamcuttack, Bissamcutack) è una suddivisione dell'India, classificata come census town, di 7.407 abitanti, situata nel distretto di Rayagada, nello stato federato dell'Orissa. In base al numero di abitanti la città rientra nella classe V (da 5.000 a 9.999 persone).

## Geografia fisica
La città è situata a 19° 31' 0 N e 83° 31' 0 E e ha un'altitudine di 341 m s.l.m..

## Società

### Evoluzione demografica
Al censimento del 2001 la popolazione di Bishama Katak assommava a 7.407 persone, delle quali 3.721 maschi e 3.686 femmine. I bambini di età inferiore o uguale ai sei anni assommavano a 847, dei quali 434 maschi e 413 femmine. Infine, coloro che erano in grado di saper almeno leggere e scrivere erano 4.940, dei quali 2.813 maschi e 2.127 femmine.